# Gà Tiên Yên
Gà Tiên Yên hay còn gọi là gà đồi hay gà râu là một giống gà nội địa của Việt Nam, có nguồn gốc ở huyện Tiên Yên, tỉnh Quảng Ninh. Giống gà Tiên Yên được Nhà nước Việt Nam công nhận là một giống vật nuôi được phép sản xuất, kinh doanh tại Việt Nam. Gà Tiên Yên vẫn được biết đến là đặc sản trứ danh của Quảng Ninh, với câu ngạn ngữ: "Lợn Móng Cái- Gái Đầm Hà- Gà Tiên Yên", chúng đã được khẳng định thương hiệu khi được bầu chọn là một trong những món ngon tiêu biểu Việt Nam do Trung tâm sách kỷ lục Việt Nam tổ chức.